# Sopiv, Colomeea
Sopiv (în ucraineană Сопів) este o comună în raionul Colomeea, regiunea Ivano-Frankivsk, Ucraina, formată numai din satul de reședință.

## Demografie
Componența lingvistică a comunei Sopiv
     Ucraineană (99,57%)
     Alte limbi (0,43%)
Conform recensământului din 2001, majoritatea populației comunei Sopiv era vorbitoare de ucraineană (99,57%), existând în minoritate și vorbitori de alte limbi.